# Campionato europeo femminile under 19 di pallavolo 1973
Il Campionato europeo femminile under 19 di pallavolo 1973 si è svolto dal 6 al 14 settembre 1973 a Venlo, Utrecht, L'Aia, Purmerend e Zevenaar, nei Paesi Bassi. Al torneo hanno partecipato 17 squadre nazionali europee e la vittoria finale è andata per la quarta volta consecutiva all'Unione Sovietica.

## Gironi
Dopo la prima fase a gironi, la prima classificata di ogni girone ha acceduto al girone per il primo posto, la seconda classificata di ogni girone ha acceduto al girone per il settimo posto e la terza classificata di ogni girone ha acceduto al girone per il tredicesimo posto.
| Girone A                  | Girone B                    | Girone C                   | Girone D                     | Girone E                      | Girone F                         |
| ------------------------- | --------------------------- | -------------------------- | ---------------------------- | ----------------------------- | -------------------------------- |
| Belgio Paesi Bassi Svezia | Jugoslavia Unione Sovietica | Danimarca Romania Ungheria | Francia Germania Est Polonia | Austria Germania Ovest Italia | Bulgaria Cecoslovacchia Svizzera |

## Classifica finale
| Classifica | Squadre          |
| ---------- | ---------------- |
|            | Unione Sovietica |
|            | Cecoslovacchia   |
|            | Ungheria         |
| 4          | Polonia          |
| 5          | Germania Ovest   |
| 6          | Paesi Bassi      |
| 7          | Romania          |
| 8          | Bulgaria         |
| 9          | Germania Est     |
| 10         | Italia           |
| 11         | Jugoslavia       |
| 12         | Belgio           |
| 13         | Francia          |
| 14         | Austria          |
| 15         | Svizzera         |
| 16         | Svezia           |
| 17         | Danimarca        |